# Воинские звания и знаки различия Вооружённых сил Парагвая
Воинские звания вооружённых сил Парагвая имеют структуру, сходную с другими испаноязычными странами — бывшими колониями Испании.

## История
Исторически, вплоть до падения режима Стресснера, знаки различия Вооружённых сил Парагвая были основаны на прусской системе, как и в ряде других стран Южной Америки (Аргентина, Чили, Боливия, Венесуэла, Эквадор), лишь с незначительными отличиями.

## Офицеры
Современные знаки различия для офицеров, генералов и адмиралов армии, флота и ВВС соответственно.

## Сержанты и солдаты
Знаки различия для рядового и сержантского состава армии, флота и ВВС соответственно.